# Youssef Abou Ouf
Youssef Kamel Mohamed Abou Ouf (in arabo يوسف كمال محمد ابو عوف‎?; Il Cairo, 23 marzo 1924 – Il Cairo, 7 marzo 1989) è stato un cestista egiziano.

## Carriera
Con l'Egitto ha disputato due edizioni dei Giochi olimpici (Londra 1948 e Helsinki 1952) e i Campionati mondiali del 1950.